# 揖斐川水管橋
揖斐川水管橋（いびがわすいかんきょう）は、三重県桑名市の揖斐川に架かる、北伊勢工業用水道の水管橋である。
北伊勢工業用水道は、三重県企業庁が運営する工業用水であり、桑名市、四日市市、鈴鹿市、津市、三重郡朝日町、川越町などの工業地帯に水を供給している。

## 概要
北伊勢工業用水道は1956年（昭和31年）から給水を開始する。当初の取水口は員弁川であったが、四日市コンビナートの本格的稼動のため水不足が発生する。そこで千本松原に取水口を設置し、長良川の水を取水することとなる。この千本松原取水口からの水管橋として架橋されたのが揖斐川水管橋である。
- 供用：1961年（昭和36年）
- 延長：547.0m
- 管径

φ1,350mm×1連
φ1,200mm×1連
- 構造：ランガートラス 9連

## その他
北伊勢工業用水道は、千本松原取水口の設置後も工業の発達により水不足が発生している。現在は木曽川用水、三重用水からも水を取り入れている。
現在耐震工事が行なわれており、2009年（平成21年）完成予定である。
東名阪自動車道揖斐長良川橋に隣接する揖斐長良川水管橋は、木曽川用水の水管橋である。

## 隣の橋
（上流）   今尾橋 - 福岡大橋 - 海津橋 - 油島大橋 - 揖斐川水管橋 - 揖斐長良川水管橋 -　揖斐長良川橋（東名阪自動車道） - 揖斐・長良川橋梁（関西本線） - 揖斐・長良川橋梁（近鉄名古屋線） - 伊勢大橋（国道1号）　（下流）